# Trouble de la pensée
En psychiatrie, le trouble de la pensée (TP) ou le désordre de la pensée survient lorsqu'un individu souffre émotionnellement ou présente des comportements inadaptés à la vie en société. Les symptômes peuvent inclure une fausse idée de soi-même, de la paranoïa, entendre ou voir ce que d'autres individus ne perçoivent pas, et une pensée ou parole déconnectée de la réalité ; des sentiments qui ne conviennent pas à la situation présente. Les patients souffrent d'une communication incompréhensible (de la parole à l'écriture), présumée refléter la pensée.
Ces désordres peuvent être de plusieurs types : 
- hallucination ou délire, croyances ;
- désorganisation de la pensée ;
- syndrome d'automatisme mental (défini par Gaëtan Gatian de Clérambault) ;
- vol de la pensée, écho de la pensée, diffusion de la pensée.

À noter que la recherche en neuropsychologie s'appuie actuellement sur la différenciation, dans la schizophrénie, entre symptômes positifs (désordres de la pensée) et symptômes négatifs.